# Constance de Arles
Constance de Arles (c. 986 - 28 iulie1032), cunoscută, de asemenea, drept Constance de Provence, a fost a treia soție a regelui Robert al II-lea al Franței.

## Biografie
Născută în ca. 986 Constance a fost fiica lui William I, Conte de Provence și al Adelaide-Blanche de Anjou, fiica lui Fulk al II-lea de Anjou. Ea a fost sora vitregă a contelui William al II-lea de Provence.
Constance s-a căsătorit cu regele Robert după divorțul acestuia de cea de-a doua soție Bertha de Burgundy. Căsătoria a fost furtunoasă; familia Berthei s-a opus căsătoriei, iar Constance a fost disprețuită la curte pentru rudele și obiceiurile ei importate din Provence. Prietenul lui Robert, Hugh de Beauvais, a încercat să-l convingă pe rege să o repudieze în 1007. Posibil ca la cererea ei, doisprezece cavaleri rude ale ei l-au ucis pe Beauvais.
În 1010 Robert a plecat la Roma, urmat de fosta lui soție Bertha, pentru a solicita permisiunea de a divorța de Constance și de a se recăsători cu Bertha. Papa Sergiu al IV-lea nu a permis o căsătorie consanguină, care a fost condamnată în mod oficial de către Papa Grigore al V-lea. Cererea a fost respinsă. După întoarcerea sa, în conformitate cu o sursă, Robert "și-a iubit soția și mai mult".
La îndemnul lui Constance, fiul ei cel mare Hugh Magnus a fost încoronat co-rege alături de tatăl său în 1017. Dar mai târziu Hugh a cerut părinților săi să împartă puterea cu el și s-a răzvrătit împotriva tatălui său în 1025. Când a aflat de revolta fiului ei Constance a fost furiosă pe el și l-a certat la fiecare pas. La un moment dat Hugh s-a împăcat cu părinții săi, dar la scurt timp după aceea a murit, în jurul vârstei de optsprezece ani. 
Robert și Constance s-au certat care dintre fiii lor ar trebui să moștenească tronul; Robert l-a favorizat pe cel de-al doilea fiu al lor, Henric, în timp ce Constance l-a favorizat pe cel de-al treilea fiu al lor, Robert. În ciuda protestelor mamei lui și a câtorva susținători ai ei episcopi, Henric a fost încoronat în 1027.
Constance și-a încurajat fii să se revolte, iar ei au început să atace și să jefuiască orașe și castele aparținând tatălui lor. Robert a atacat Burgundia, ducatul care îi fusese promis dar pe care nu l-a primit niciodată și Henric a confiscat Dreux. Regele Robert fost de acord cu cererile lor și s-a făcut pacea care a durat până la moartea regelui.
Regele Robert a murit la 20 iulie 1031. Curând după aceea Constance s-a certat cu toți fii ei. Ea a confiscat zestrea ei care a constat în teritorii și a refuzat să le predea. Henric a fugit în Normandia, unde a primit ajutor, arme și soldați de la fratele său, Robert. El a revenit să o asedieze pe mama sa la Poissy, dar Constance a scăpat și a plecat la Pontoise. Ea s-a predat doar atunci când Henric a început asediul și a jurat să sacrifice toți locuitorii.
Constance a murit la 28 iulie 1032 și a fost înmormântată lângă soțul ei la biserica Saint-Denis din Paris.